# Lương Sơn (phường)
Lương Sơn là một phường thuộc thành phố Sông Công, tỉnh Thái Nguyên, Việt Nam.

## Địa lý
Phường Lương Sơn nằm ở cực đông thành phố Sông Công, có vị trí địa lý:
- Phía đông huyện Phú Bình
- Phía tây giáp xã Tân Quang và thành phố Thái Nguyên
- Phía nam giáp phường Bách Quang và thành phố Phổ Yên
- Phía bắc giáp thành phố Thái Nguyên.

Phường Lương Sơn có diện tích 16,03 km², dân số năm 2022 là 13.631 người, mật độ dân số đạt 850 người/km².
Trên địa bàn phường Lương Sơn có tuyến quốc lộ 3 đi qua phía tây và quốc lộ 37 đi qua phần gần trung tâm phường. Đường sắt Hà Nội - Quan Triều đi qua phần phía tây của phường.

## Hành chính
Phường Lương Sơn được chia thành 21 tổ dân phố: Bần, Cầu, Cử, Đông, Ga, Kè, Na Hoàng, Ngân, Nha Làng, Ninh Hương, Pha, Phú Thái, Sau, Soi, 3 Tân Sơn, 4 Tân Sơn, 5 Tân Sơn, Tân Trung, Tiến Bộ, Trước, Xộp.

## Lịch sử
Trước đây, Lương Sơn là một xã thuộc thành phố Thái Nguyên.
Ngày 23 tháng 9 năm 1953, thành lập xã Lương Sơn thuộc tổng Thượng Đình, huyện Phú Bình, tỉnh Thái Nguyên.
Năm 1976, sáp nhập xã Lương Sơn vào thành phố Thái Nguyên.
Năm 1985, sáp nhập 9 xóm của tiểu khu Hương Sơn và 2 khối: Ninh Sơn, Tân Sơn thuộc tiểu khu Tân Thành vào xã Lương Sơn.
Ngày 15 tháng 5 năm 2015, Ủy ban Thường vụ Quốc hội ban hành Nghị quyết 932/NQ-UBTVQH13 về việc:
- Chuyển toàn bộ 1.560,80 ha diện tích tự nhiên và 23.865 người của xã Lương Sơn về thị xã Sông Công quản lý.
- Thành lập phường Lương Sơn thuộc thị xã Sông Công trên cơ sở toàn bộ diện tích tự nhiên và dân số của xã Lương Sơn.
- Thành lập thành phố Sông Công thuộc tỉnh Thái Nguyên. Phường Lương Sơn trực thuộc thành phố Sông Công.

Đến năm 2019, phường Lương Sơn được chia thành 24 tổ dân phố: 2 Ninh Hương, 3 Ninh Hương, Đông, Cử, Cầu, Soi, Xộp, Nha Làng, Kè, Phú Thái, Bần, Ga, Pha, Tiến Bộ, Ngân, Tân Trung, 1 Tân Sơn, 2 Tân Sơn, 3 Tân Sơn, 4 Tân Sơn, 5 Tân Sơn, Trước, Sau, Na Hoàng.
Ngày 11 tháng 12 năm 2019, HĐND tỉnh Thái Nguyên ban hành Nghị quyết số 79/NQ-HĐND về việc:
- Thành lập tổ dân phố Ninh Hương trên cơ sở tổ dân phố 2 Ninh Hương và tổ dân phố 3 Ninh Hương.
- Sáp nhập tổ dân phố 1 Tân Sơn vào tổ dân phố Na Hoàng.
- Sáp nhập tổ dân phố 2 Tân Sơn vào tổ dân phố 3 Tân Sơn.

## Kinh tế - xã hội
Phường có 1 trường THPT, 1 trường THCS, 2 trường Tiểu học và 1 trường Mầm non với nhiều cụm phân bố trên địa bàn.
Trên địa bàn phường Lương Sơn có trường Cao đẳng Cơ khí – Luyện kim và Trường Văn hóa I của Bộ Công an Việt Nam.
Ngoài ra trên địa bàn phường cũng có nhiều công ty, doanh nghiệp tư nhân chuyên về kinh doanh, vận tải, sản xuất,... Các loại hình dịch vụ tương đối phát triển.